# Johanna Ewald
Johanna Ewald (* 15. Februar 1885 in Dresden; † 27. Januar 1961 in Berlin) war eine deutsche Schauspielerin.

## Leben
Sie stand seit ihrer Kindheit auf Varietébühnen und wurde in Berlin am Lustspielhaus, am Theater des Westens, an der Scala, im  Wintergarten und an der Komischen Oper bekannt. In Wien trat sie am Etablissement Ronacher und an der Volksoper auf. Die 1,86 Meter große Komikerin profilierte sich vor allem durch ihre Sketche und Gesangsnummern.
Oskar Messter holte sie 1897 für das kurze Lustspiel Gestörtes Rendez-Vous vor die Kamera, und damit wurde sie die erste bekannte Bühnenschauspielerin, die einen Auftritt für die noch in den Kinderschuhen steckende Kinematographie wagte. Sie war danach noch öfter in Filmen zu sehen, wo sie in meist sehr kurzen Auftritten seltsame Frauenspersonen verkörperte.
Ewald stand 1944 in der Gottbegnadeten-Liste des Reichsministeriums für Volksaufklärung und Propaganda.

## Filmografie
- 1897: Gestörtes Rendez-Vous
- 1914: Mein Name ist Spiesecke
- 1915: Sein einziger Patient
- 1916: Homunkulieschen
- 1917: Stropp
- 1919: Die Braut auf 24 Stunden
- 1919: Krümelchens Reiseabenteuer
- 1920: Ehe man Ehemann wird
- 1920: Die Frau im Doktorhut
- 1921: Planetenschieber
- 1921: Miß Venus
- 1921: Wie das Mädchen aus der Ackerstraße die Heimat fand
- 1922: Zwei Welten
- 1922: Seine Exzellenz von Madagaskar (2 Teile)
- 1922: Das Mädchen aus der Fremde
- 1924: Das Spiel der Liebe
- 1924: Dudu, ein Menschenschicksal
- 1925: Die Zirkusprinzessin
- 1925: Goldjunge
- 1927: Der Himmel auf Erden
- 1928: Die letzte Galavorstellung des Zirkus Wolfsohn
- 1928: Der Kampf ums Matterhorn
- 1928: Der moderne Casanova
- 1929: Der Herr vom Finanzamt
- 1930: Ruhiges Heim mit Küchenbenutzung
- 1930: Der Herr auf Bestellung
- 1930: Eine Freundin so goldig wie Du
- 1931: Wenn die Soldaten...
- 1932: Moderne Mitgift
- 1933: Karikaturen
- 1933: Achten sie auf Meyer
- 1934: Rosen aus dem Süden
- 1934: Elisabeth und der Narr
- 1934: Schützenkönig wird der Felix
- 1935: Vergiß mein nicht
- 1935: Lärm um Weidemann
- 1936: Der schüchterne Casanova
- 1937: Condottieri
- 1944: Die Frau meiner Träume